# Szentes
Szentes è una città di 26 082 abitanti situata nella contea di Csongrád-Csanád, nell'Ungheria meridionale.

## Amministrazione

### Gemellaggi
è gemellata con:
- Topolya, Serbia
- Buñol, Spagna
- Dumbrăvița, Romania
- Hof Ashkelon, Israele
- Kaarina, Finlandia
- Markgröningen, Germania
- Sankt Augustin, Germania
- Skierniewice, Polonia